# Neon Nights: 30 Years of Heaven & Hell
Neon Nights: 30 Years of Heaven & Hell (Live in Europe per il mercato USA e Live at Wacken per il mercato europeo) è un album live postumo del gruppo Heaven & Hell.
Registrato al Wacken Open Air Festival in Germania il 30 luglio 2009, è stato pubblicato negli Stati Uniti il 16 novembre 2010 e in Giappone; il 27 ottobre 2010 (Deluxe Website Version) e il 10 novembre 2010 (versione normale).
Comprende canzoni dai 3 album pubblicati da Dio insieme ai Black Sabbath e dall'album The Devil You Know.
L'album è stato pubblicato sia in versione CD, sia in versione DVD, la quale contiene anche interviste riguardanti il trentesimo anniversario dalla pubblicazione di Heaven and Hell dei Black Sabbath e un tributo a Dio, oltre alla registrazione del concerto.

## Tracce
Tutte le canzoni sono state composte da Geezer Butler, Ronnie James Dio e Tony Iommi, se non diversamente specificato.

### CD
1. Mob Rules – 3:47
2. Children Of The Sea (Butler, Dio, Iommi, Bill Ward) – 6:31
3. I – 6:17
4. Bible Black – 6:30
5. Time Machine – 4:40
6. Fear – 4:36
7. Falling Of The Edge Of The World – 5:40
8. Follow The Tears – 6:12
9. Die Young (Butler, Dio, Iommi, Ward) – 6:42
10. Heaven And Hell (Butler, Dio, Iommi, Ward) – 17:49
11. Neon Knights (Butler, Dio, Iommi, Ward) – 5:45

### DVD
1. E5150 (not on the CD)
2. Mob Rules
3. Children of the Sea
4. I
5. Bible Black
6. Time Machine
7. Fear
8. Falling off the Edge of the World
9. Follow the Tears
10. Die Young
11. Heaven and Hell
12. Country Girl (not on the CD)
13. Neon Knights

## Formazione
- Ronnie James Dio - voce
- Tony Iommi - chitarra
- Geezer Butler - basso
- Vinny Appice - batteria
- Scott Warren - tastiere, chitarra